# Martín Rodríguez (tenista)
Martín Rodríguez (Corral de Bustos, 18 de dezembro de 1969) é um ex-tenista profissional argentino.